# 瓦尔瓦伊坦科斯赫塔姆
瓦尔瓦伊坦科斯赫塔姆（Valvaithankoshtam），是印度泰米尔纳德邦甘尼亚古马里县的一个城镇。总人口16698（2001年）。

## 人口
该地2001年总人口16698人，其中男性8298人，女性8400人；0—6岁人口1761人，其中男898人，女863人；识字率79.30%，其中男性为80.62%，女性为77.99%。